# Theridion opolon
Theridion opolon là một loài nhện trong họ Theridiidae.
Loài này thuộc chi Theridion. Theridion opolon được Herbert Walter Levi miêu tả năm 1963.